# زمین‌لرزه ۱۹۵۳ ایونی
زمین‌لرزه ایونی  در تاریخ ۱۲ اوت ۱۹۵۳ میلادی، برابر با ‎۲۱ مرداد ۱۳۳۲، ساعت ۹:۲۳:۵۲ به زمان یوتی‌سی در یونان ، منطقه ایونی رخ داد. بزرگی آن ۷٫۲ در مقیاس Mw اعلام شده‌است. زمین‌لرزه به وقت محلی در روز چهارشنبه، ساعت ۱۱ روی داده و منطقه زمانی آن یوتی‌سی +۲ بوده‌است (با لحاظ تغییر ساعت تابستانی).
سازمان زمین‌شناسی آمریکا نیز جای این زمین‌لرزه را در مختصات ۳۸°۱۸′شمالی ۲۰°۴۸′شرقی / ۳۸٫۳°شمالی ۲۰٫۸°شرقی و بزرگی آنرا برابر با ۷٫۲ در مقیاس ریشتر اعلام کرده‌است.
شمار کشتگان زلزله حدود ۸۰۰ نفر بوده‌است.تعداد زخمیان ۱۰۰۰۰ نفر برآورده شده‌است.